# Лагофтальм
Лагофта́льм (от др.-греч. λαγώς — «заяц» и ὀφθαλμός — «глаз») — офтальмологическое заболевание, проявляющееся в невозможности полностью сомкнуть веки — глазная щель остается открытой, возникает при параличе лицевого нерва, врождённой короткости век, их рубцевом вывороте, опухоли орбиты, тяжелых формах Базедовой болезни и др. Нередко возникает воспаление роговицы, хронический конъюнктивит, помутнение роговицы, трофический кератит.

## Лечение
Лечение при параличе лицевого нерва проводится неврологом. Возможно полное излечение. При невозможности устранить причину лагофтальма может быть выполнена операция по уменьшению глазной щели.
Существует несколько хирургических методов лечения лагофтальма, но наиболее распространенный метод включает отягощение верхнего века путём хирургической установки пластины. Из-за возможных осложнений в сочетании как с верхним, так и с нижним веком может потребоваться вторая операция, чтобы подтянуть и приподнять нижнее веко. Для гарантии, что и верхнее, и нижнее веко могут полностью закрыться и защитить роговицу. 